# Ахметбулак
Ахметбулак (каз. Ахметбұлақ) — село в Тарбагатайском районе Восточно-Казахстанской области Казахстана. Входит в состав Жанааулского сельского округа. Код КАТО — 635839200.

## Население
В 1999 году население села составляло 608 человек (310 мужчин и 298 женщин). По данным переписи 2009 года, в селе проживало 336 человек (178 мужчин и 158 женщин).